# Las Herencias
Las Herencias település Spanyolországban, Toledo tartományban. Las Herencias Alcaudete de la Jara, Belvís de la Jara, Calera y Chozas, Talavera de la Reina, La Pueblanueva és San Bartolomé de las Abiertas községekkel határos. Lakosainak száma 792 fő (2024).

## Népesség
A település népessége az utóbbi években az alábbiak szerint változott:
| Lakosok száma | 755  | 735  | 776  | 821  | 840  | 839  | 793  | 785  | 768  | 792  |
|               | 2001 | 2004 | 2007 | 2009 | 2012 | 2014 | 2017 | 2019 | 2022 | 2024 |